# Canton de Marseille-La Pomme
Le canton de Marseille La Pomme est une ancienne division administrative française située dans le département des Bouches-du-Rhône, dans l'arrondissement de Marseille. Ancien canton de Marseille XIX, créé en 1973.

## Composition
Le canton de Marseille-La Pomme se composait d’une fraction du 10e arrondissement de la commune de Marseille. 
| Nom                   | Code Insee | Intercommunalité                   | Population (dernière pop. légale)                |
| --------------------- | ---------- | ---------------------------------- | ------------------------------------------------ |
| Marseille (chef-lieu) | 13055      | Métropole d'Aix-Marseille-Provence | Fraction : 19 301(2012) Commune : 862 211 (2016) |

Quartiers de Marseille inclus dans le canton (parties des 10e et 11e arrondissements) :
- La Pomme ;
- La Valbarelle ;
- Saint-Tronc ;
- Saint-Loup ;
- Les Trois-Ponts ;
- Air Bel.

Il compte 38 374 habitants (population municipale) au 1er janvier 2012.

## Représentation
| Période                                  | Période | Identité                     | Étiquette | Qualité |
| ---------------------------------------- | ------- | ---------------------------- | --------- | --- |
| 1973                                     | 1985    | Rolland Amsellem (1925-2005) | PS        | Avocat à Marseille, président du CRIF de Marseille |
| 1985                                     | 1992    | Georges Grolleau             | UDF-PR    | Industriel à Marseille, suppléant du député Guy Teissier (1988)                                                                                            |
| 1992                                     | 2015    | René Olmeta                  | PS        | Cadre d'entreprise Député (1981-1986) Ancien adjoint au maire de Marseille Conseiller municipal de Marseille (1995-2014) Vice-président du Conseil général |
| Les données manquantes sont à compléter. |         |                              |           | |

## Photos du canton

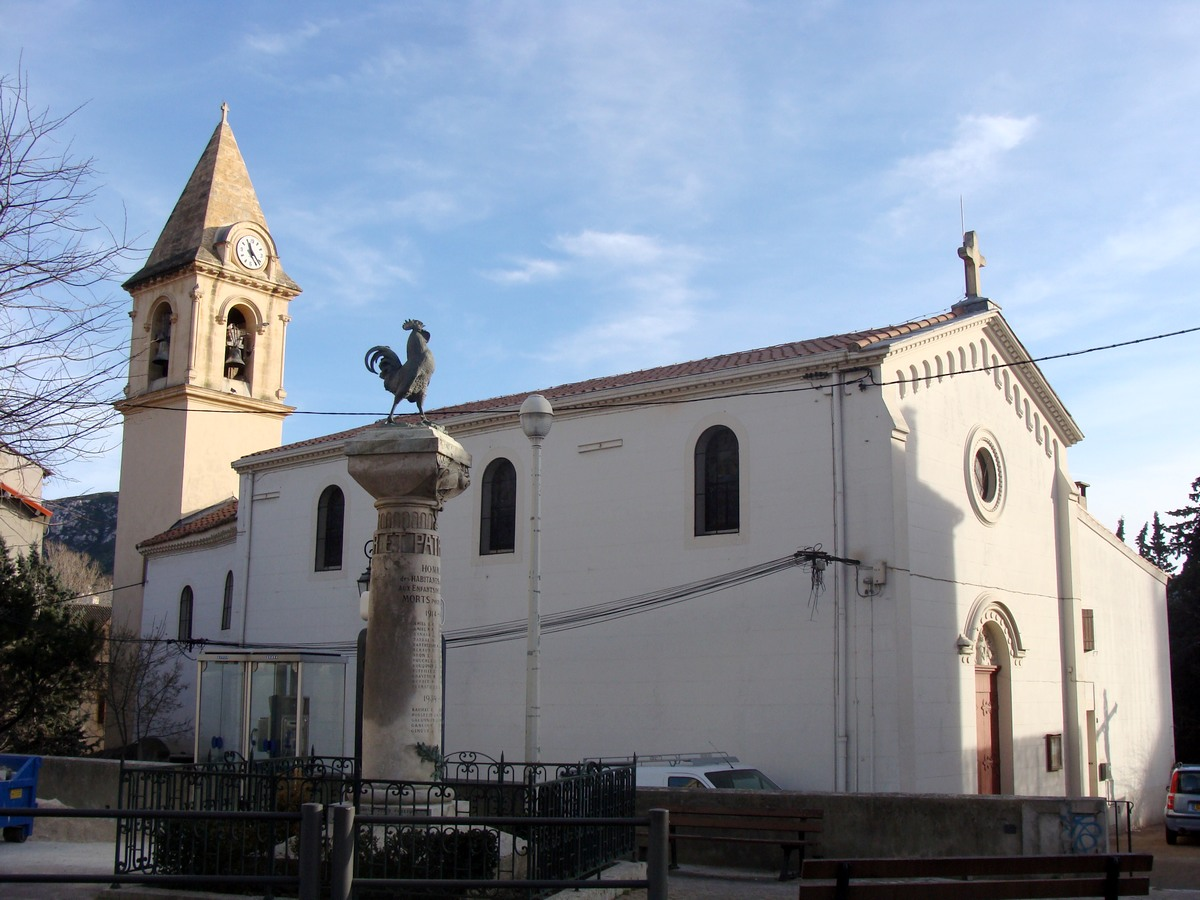
La place du monument et l'église, au centre du village de la Pomme.
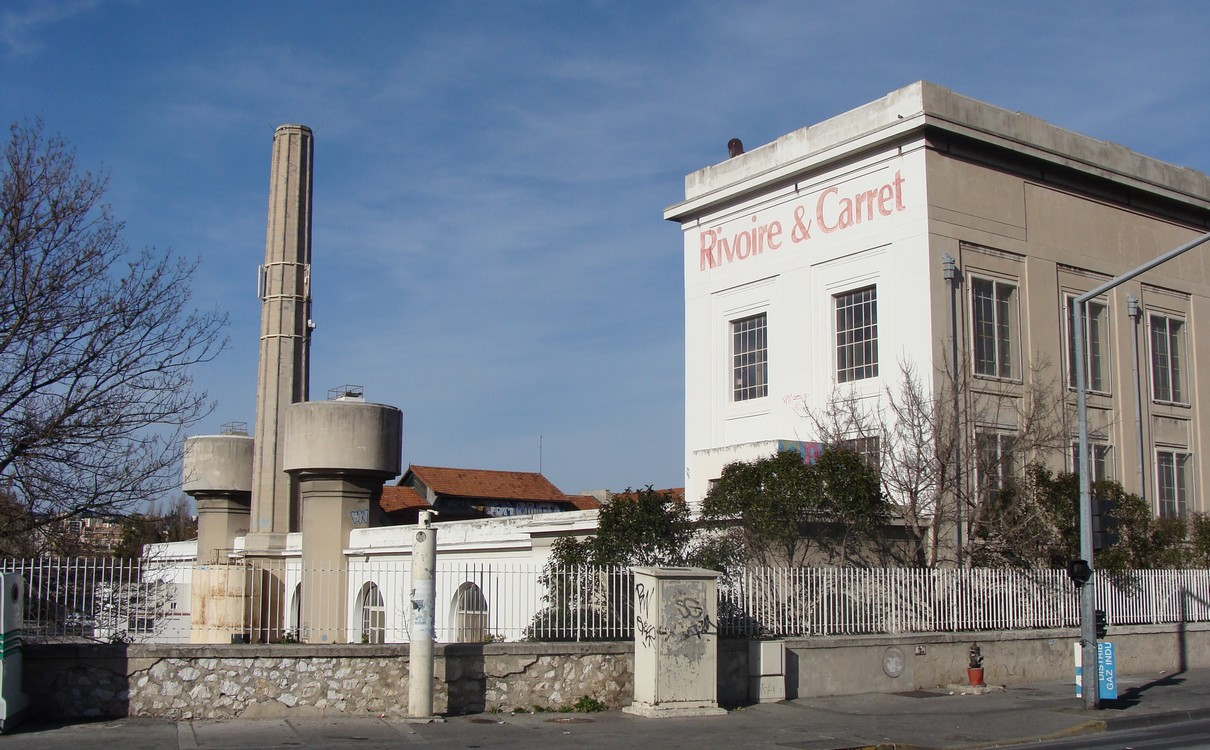
Ancienne usine Rivoire-et-Carret à la Valbarelle.

## Démographie
| 1982 | 1990   | 1999   | 2006   | 2011   | 2012   |
| ---- | ------ | ------ | ------ | ------ | ------ |
| -    | 51 185 | 53 547 | 36 845 | 37 926 | 38 374 |